# Chironomus riparius
Chironomus riparius is een muggensoort uit de familie van de dansmuggen (Chironomidae). De wetenschappelijke naam van de soort is voor het eerst geldig gepubliceerd in 1804 door Meigen.

## Kenmerken
Het mannetje heeft een langwerpig, slank lichaam met lange, fijnbehaarde poten en geveerde antennen.

## Verspreiding en leefgebied
Deze soort komt algemeen voor in stilstaande wateren in Europa.